# Medalha Adolph Lomb
La Medalla Adolph Lomb de la Sociedad Óptica Estadounidense es un premio para jóvenes científicos (de 35 años o menos)  en óptica. Es denominada en memoria de Adolph Lomb,  tesorero de la sociedad.

## Laureados
- 1940 David L. MacAdam
- 1942 James Gilbert Baker
- 1944 Robert Clark Jones
- 1946 Wayne C. Norton
- 1948 David S. Grey
- 1950 H. Richard Blackwell
- 1952 Aden Meinel
- 1954 William Sinton
- 1956 Walter R. J. Brown
- 1958 Edward Leo O’Neill
- 1960 Ian Mills
- 1962 Jean-Pierre Barrat
- 1964 Gordon H. Spencer
- 1966 Chandra Kumar Patel
- 1968 Douglas C. Sinclair
- 1970 Marlan Scully
- 1972 Robert L. Byer
- 1974 James Forsyth
- 1976 Marc D. Levenson
- 1978 Eli Yablonovitch
- 1980 David M. Bloom
- 1982 Won T. Tsang
- 1984 Edward H. Adelson
- 1986 David A. B. Miller
- 1988 Janis A. Valdmanis
- 1990 Andrew Marc Weiner
- 1992 David F. Welch
- 1992 Mohammed N. Islam
- 1993 Henry Kapteyn
- 1994 Robert W. Schoenlein
- 1995 Turan Erdogan
- 1996 Frederick A. Kish Jr.
- 1997 Ekmel Ozbay
- 1998 Benjamin J. Eggleton
- 1999 Jun Ye
- 2000 Mikhail Lukin
- 2001 Barbara A. Paldus
- 2002 Susana Marcos Celestino
- 2003 Alexei Vladimirovich Sokolov
- 2004 Randy A. Bartels
- 2005 Marin Soljačić
- 2006 John Charles Howell
- 2007 Shanhui Fan
- 2008 L. Cary Gunn
- 2009 Rebekah A. Drezek
- 2010 Jeremy O’Brien
- 2011 Elizabeth M. C. Hillman
- 2012 Hatice Altug
- 2013 Andrea Alù
- 2014 Alexander Szameit
- 2015 Jeremy N. Munday
- 2016 Jennifer Dionne

- 2017 Dirk Robert Englund
- 2018 Andrei Faraon
- 2019 Laura Na Liu

- 2020 Chaoyang Lu
- 2021 Laura Waller
- 2022 I Kaminer
- 2023 William Renninger